# Natan Bernardo de Souza
Natan Bernardo de Souza, noto semplicemente come Natan (Itapecerica da Serra, 6 febbraio 2001), è un calciatore brasiliano, difensore del Betis.

## Caratteristiche tecniche
Nato come terzino, viene spostato al centro della difesa ai tempi delle giovanili del Flamengo. È dotato di grande fisicità e di un piede sinistro educato, caratteristiche che gli consentono di distinguersi in particolare nel gioco aereo ed in fase di impostazione.
Ha dichiarato di ispirarsi al connazionale Thiago Silva.

## Carriera

### Club

#### Flamengo
Dopo aver iniziato a giocare in alcune scuole calcio brasiliane, nel 2017, all'età di 16 anni, si trasferisce al Flamengo, entrando a far parte del settore giovanile del club rossonero. 
Nel 2020 viene promosso in prima squadra, facendo il suo esordio fra i professionisti il 27 settembre, nell'incontro del Brasileirão pareggiato 1-1 contro il Palmeiras. Quattro giorni più tardi debutta da titolare anche in Coppa Libertadores, nel match vinto per 4-0 contro l'Independiente del Valle. Il successivo 7 ottobre rinnova il proprio contratto fino al 2024, con l'inserimento di una clausola rescissoria dal valore di 70 milioni di euro. A fine stagione vince il campionato brasiliano.

#### RB Bragantino
Nel marzo del 2021 si trasferisce in prestito oneroso al RB Bragantino, con obbligo di riscatto al raggiungimento della ventesima presenza ufficiale in maglia biancorossa. Durante la sua prima annata con il club paulista colleziona 33 presenze complessive, venendo così riscattato definitivamente e contribuendo al raggiungimento della finale di Coppa Sudamericana, persa per 1-0 contro i connazionali dell'Athl. Paranaense (nell'occasione Natan resta in panchina per tutta la gara).
Nelle due stagioni successive si impone come uno dei punti fermi della squadra, attirando le attenzioni di diversi club europei.

#### Napoli
Il 7 agosto 2023 viene acquistato a titolo definitivo dal Napoli, con cui firma un contratto quinquennale, per 10 milioni di euro (pagabili in tre rate annuali). Fa il suo esordio con i partenopei il successivo 20 settembre, subentrando negli ultimi minuti del match di Champions League sul campo del Braga, terminato 1-2 a favore degli azzurri e valido per la prima giornata della fase a gironi. Quattro giorni dopo debutta anche in Serie A, scendendo in campo da titolare nella gara esterna contro il Bologna, valida per la quinta giornata di campionato e conclusasi con il risultato di 0-0. Durante il resto della stagione, tuttavia, il brasiliano offre un rendimento altalenante, trovando sempre meno spazio nella formazione partenopea, anche a causa di un infortunio alla spalla patito nel mese di dicembre.

#### Betis
Il 15 agosto 2024 viene annunciato il suo trasferimento al Betis, in Liga spagnola, con la formula del prestito oneroso per 1 milione di euro e un diritto di riscatto fissato a 8 milioni di euro. Fa il suo debutto con la nuova maglia il 22 dello stesso mese, scendendo in campo dal primo minuto nel successo esterno per 0-2 contro il Kryvbas, valido per l'andata dei preliminari di Conference League. Il successivo 7 novembre realizza la sua prima rete con il club spagnolo e, in generale, nelle competizioni europee, andando a segno durante la gara di Conference League vinta per 2-1 contro gli sloveni del Celje. Il 5 aprile 2025 sigla, invece, il suo primo gol nel campionato spagnolo, fissando il punteggio sul definitivo 1-1 nel match esterno contro il Barcellona. Il 9 giugno seguente viene ufficialmente riscattato dal club andaluso.

## Statistiche

### Presenze e reti nei club
Statistiche aggiornate al 1º luglio 2025.
| Stagione                   | Squadra                    | Campionato                 | Campionato | Campionato | Coppe nazionali | Coppe nazionali | Coppe nazionali | Coppe continentali | Coppe continentali | Coppe continentali | Altre coppe | Altre coppe | Altre coppe | Totale | Totale |
| Stagione                   | Squadra                    | Comp                       | Pres       | Reti       | Comp            | Pres            | Reti            | Comp               | Pres               | Reti               | Comp        | Pres        | Reti        | Pres   | Reti   |
| -------------------------- | -------------------------- | -------------------------- | ---------- | ---------- | --------------- | --------------- | --------------- | ------------------ | ------------------ | ------------------ | ----------- | ----------- | ----------- | ------ | ------ |
| 2020                       | Flamengo                   | A/RJ+A                     | 0+14       | 0+1        | CB              | 0               | 0               | CL                 | 1                  | 0                  | SB+RS       | -           | -           | 15     | 1      |
| gen.-mar. 2021             | Flamengo                   | A/RJ+A                     | 3+0        | 0          | -               | -               | -               | -                  | -                  | -                  | -           | -           | -           | 3      | 0      |
| Totale Flamengo            | Totale Flamengo            | Totale Flamengo            | 17         | 1          |                 | 0               | 0               |                    | 1                  | 0                  |             |             |             | 18     | 1      |
| mar.-dic. 2021             | RB Bragantino              | A1/SP+A                    | 4+24       | 0          | CB              | 1               | 0               | CS                 | 4                  | 0                  | -           | -           | -           | 33     | 0      |
| 2022                       | RB Bragantino              | A1/SP+A                    | 7+32       | 1+2        | CB              | 2               | 0               | CL                 | 3                  | 0                  | -           | -           | -           | 44     | 3      |
| gen.-ago. 2023             | RB Bragantino              | A1/SP+A                    | 10+10      | 0          | CB              | 2               | 0               | CS                 | 4                  | 0                  | -           | -           | -           | 26     | 0      |
| Totale Red Bull Bragantino | Totale Red Bull Bragantino | Totale Red Bull Bragantino | 87         | 3          |                 | 5               | 0               |                    | 11                 | 0                  |             |             |             | 103    | 3      |
| 2023-2024                  | Napoli                     | A                          | 14         | 0          | CI              | 1               | 0               | UCL                | 6                  | 0                  | SI          | 0           | 0           | 21     | 0      |
| 2024-2025                  | Betis                      | PD                         | 31         | 1          | CR              | 4               | 0               | UECL               | 17                 | 1                  |             | -           | -           | 52     | 2      |
| 2025-2026                  | Betis                      | PD                         | -          | -          | CR              | -               | -               | UEL                | -                  | -                  | -           | -           | -           | -      | -      |
| Totale Betis               | Totale Betis               | Totale Betis               | 31         | 1          |                 | 4               | 0               |                    | 17                 | 1                  |             |             |             | 52     | 2      |
| Totale carriera            | Totale carriera            | Totale carriera            | 149        | 5          |                 | 10              | 0               |                    | 35                 | 1                  |             |             |             | 194    | 6      |

## Palmarès

### Club

#### Competizioni nazionali
- Campionato brasiliano: 1

Flamengo: 2020

### Individuale
- Squadra della stagione della UEFA Conference League: 1

2024-2025